# Associazione Calcio Treviso 1964-1965
Questa voce raccoglie le informazioni riguardanti l'Associazione Calcio Treviso nelle competizioni ufficiali della stagione 1964-1965.

## Rosa
| N. |                   | Ruolo | Calciatore           |
| -- | ----------------- | ----- | -------------------- |
|    | Italia (bandiera) | D     | Antonio Bressan      |
|    | Italia (bandiera) | P     | Leandro Casagrande   |
|    | Italia (bandiera) | C     | Giovanni Dal Pozzo   |
|    | Italia (bandiera) | C     | Luciano D'Andrea     |
|    | Italia (bandiera) | P     | Aldo De Piccoli      |
|    | Italia (bandiera) | A     | Costantino Fava      |
|    | Italia (bandiera) | A     | Giuseppe Galtarossa  |
|    | Italia (bandiera) | A     | Guido Macor          |
|    | Italia (bandiera) | D     | Tito Livio Marcato   |
|    | Italia (bandiera) | D     | Vittorio Nardellotto |
|    | Italia (bandiera) | C     | Roberto Panisi       |

| N. |                   | Ruolo | Calciatore           |  |
| -- | ----------------- | ----- | -------------------- |  |
|    | Italia (bandiera) | C     | Maurizio Pellaccini  |  |
|    | Italia (bandiera) | C     | Eddi Sartori         |  |
|    | Italia (bandiera) | D     | Aldo Secco           |  |
|    | Italia (bandiera) | D     | Alessandro Sirena    |  |
|    | Italia (bandiera) | C     | Gennaro Spangaro     |  |
|    | Italia (bandiera) | A     | Serafino Urban       |  |
|    | Italia (bandiera) | A     | Giorgio Valentinuzzi |  |
|    | Italia (bandiera) | C     | Francesco Volpato    |  |
|    | Italia (bandiera) | P     | Giusto Paolo Zabeo   |  |
|    | Italia (bandiera) | C     | Luciano Zanardello   |  |